# Kalenberg (Overijssel)
Kalenberg (Nedersaksisch: Kaelebarg) is een klein toeristisch dorp gelegen midden in Nationaal Park Weerribben-Wieden in de Nederlandse provincie Overijssel. Kalenberg telde in 2023 zo'n 225 inwoners en behoort tot de gemeente Steenwijkerland. Door het dorp loopt de Kalenbergergracht. De woningen gelegen aan de Hoogeweg worden ook tot Kalenberg gerekend.

## Geschiedenis
Het dorpje werd gesticht in 1313 als Calumburg. Er wordt gezegd dat de naam van het dorp is bedacht door vluchtelingen en horigen uit een gelijknamige buurtschap bij Hoogeveen die in dit ontoegankelijke gebied hun vrijheid zochten. Later veranderde de naam in Kaleberghe (1323), Callenburgh (1702), Calenburg (1717) en Calemberg (1815) waaruit de naam Kalenberg kwam. Na de turfgraverij gingen de Kalenbergers zich richten op de visserij, veehouderij en de rietteelt. Kalenberger riet is nog steeds een gewild bouwmateriaal voor het dekken van daken en windmolens. Het merendeel van de woningen in dit dorp wordt bewoond door 'mensen van buiten'.

### Bevolkingsontwikkeling
Onderstaande tabel toont het aantal inwoners van Kalenberg op basis van gegevens uit diverse volkstellingen en het CBS.
| Jaar | Inwoners |
| ---- | -------- |
| 1795 | 333      |
| 1849 | 290      |
| 1859 | 338      |
| 1869 | 267      |
| 1879 | 341      |
| 1889 | 378      |
| 1899 | 329      |
| 1909 | 355      |
| 1920 | 357      |
| 1930 | 365      |
| 1947 | 404      |
| 1960 | 398      |
| 1971 | 280      |
| 2000 | 220      |
| 2009 | 230      |
| 2012 | 250      |
| 2018 | 225      |
| 2021 | 220      |
| 2023 | 225      |

## Geografie
Kalenberg ligt in het hart van Nationaal Park De Weerribben, dat bestaat uit een afwisseling van open water, rietlanden en moerasbossen. De economie berustte tot voor kort grotendeels op de rietteelt. Het toeristisch ingestelde dorp biedt mogelijkheden om bootjes te huren (kano's, fluisterboten) en een route door het park te varen. Vlak bij Kalenberg, aan het fietspad naar het gehucht Hoogeweg, ligt de Kloosterkooi, een voor bezoekers geschikt gemaakte eendenkooi. Een tweede eendenkooi en een van de grootste  van Europa, de Kooi van Pen, ligt even ten zuiden van Kalenberg en is niet te bezoeken. Ook in de Weerribben liggen de dorpjes Ossenzijl, te bereiken via het fietspad over de Kalenbergergracht, en het heel kleine Nederland. In de omgeving liggen verder de stadjes Blokzijl en Vollenhove en de dorpen Scheerwolde en Steenwijkerwold.

## Bereikbaarheid
Kalenberg was vanouds een typisch vaardorp en was tot eind jaren 50 alleen per boot bereikbaar. De grote Kalenbergergracht is bevaarbaar voor grotere schepen, de talloze trekgaten, sloten en vaarten door het binnenland van de Weerribben zijn meestal enkel toegankelijk voor kano's, punters en fluisterboten, of geheel afgesloten.
Nog steeds is de ontsluiting per auto beperkt tot het deel aan de oostzijde van de Kalenbergergracht; aan de westkant worden de woningen enkel verbonden door het water en door een fietspad met veel bruggetjes. Naar het dorp leidt een enkele doodlopende weg (route via Steenwijk en Scheerwolde; vanaf Oldemarkt of Ossenzijl via het gehucht Hoogeweg). Kalenberg heeft geen aansluiting met het openbaar vervoer.

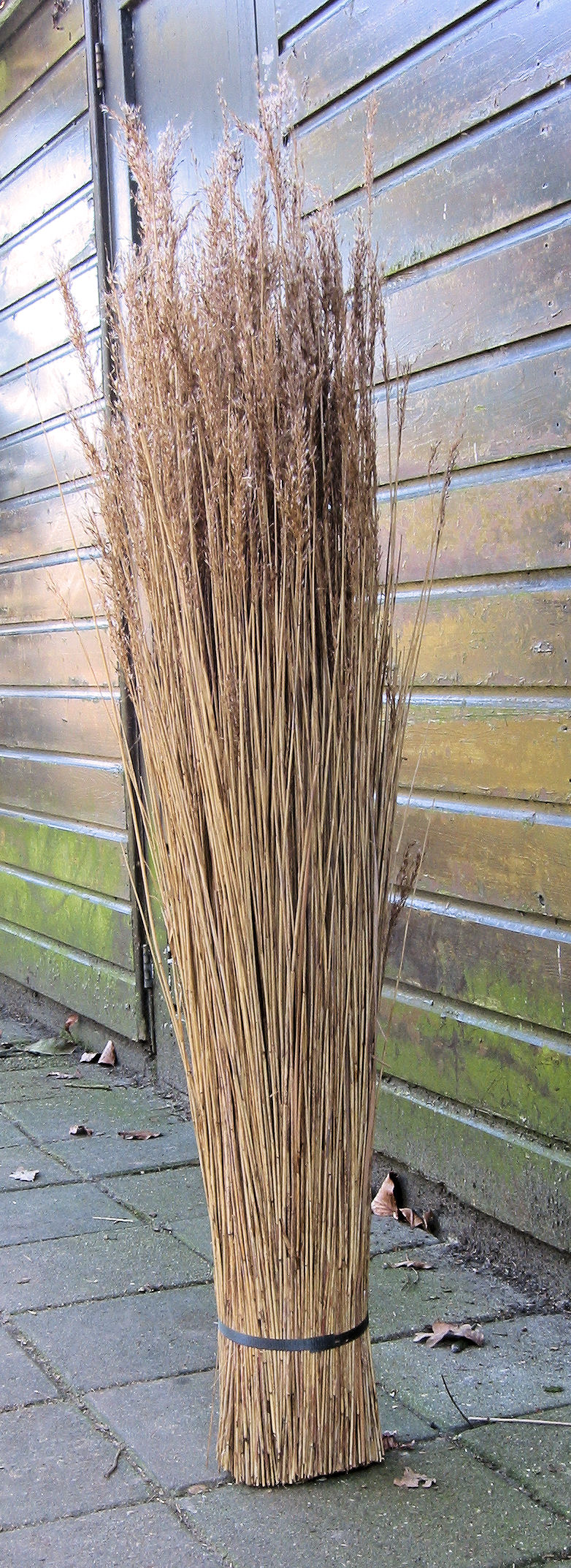
Bos Kalenberger riet

## Producten
Kalenberger riet wordt onder meer gebruikt als bedekking op de kap en houten achtkant van molens. Het is dun riet met een spitse top en daardoor zeer geschikt voor steile vlakken.

## Molentjes
In het gebied zijn twee kleine molens, de Tjasker Kalenberg en De Wicher, een spinnenkopmolen. Beide zijn kleine poldermolens.

## Bekende persoonlijkheden
- J.C. Bloem (1887 – 1966)
- Clara Eggink (1906 – 1991)
- Marjan Berk (1932)
- Ferdinand van Altena (1936 – 2006)